# موش جنگلی آلگنی
موش جنگلی آلگنی (نام علمی: Neotoma magister) نام یک گونه از سرده موش کپه‌ساز است.